# Gomphrena haageana

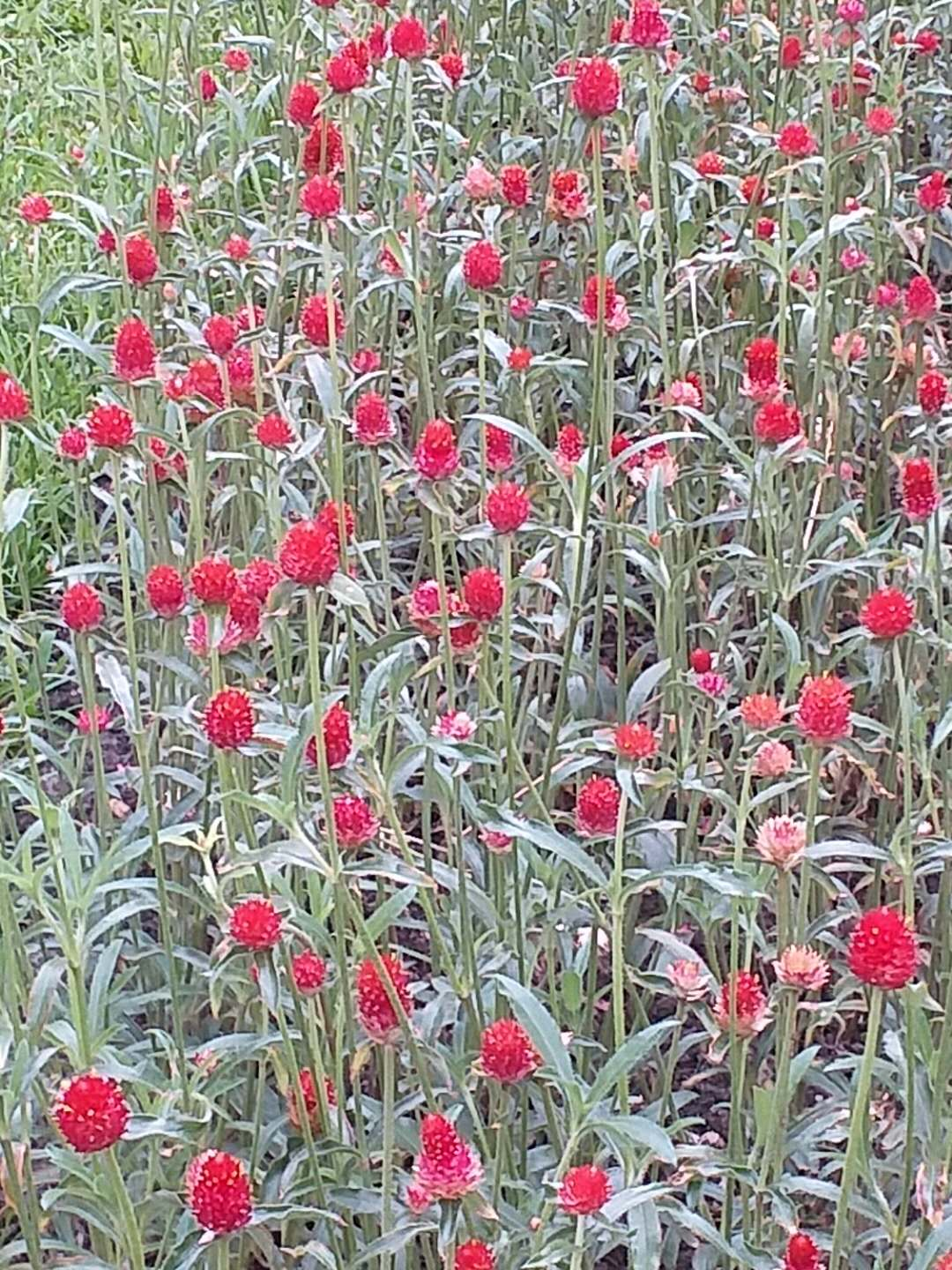
Gomphrena haageana Klotzsch, Національний музей природничих наук, Тайчжун, Тайвань.

Gomphrena haageana, амарант Ріо-Гранде, вид роду Гомфрена, є багаторічною трав’янистою рослиною, яка росте як однорічна в помірному кліматі.  Має червоне сувіття, що нагадує полуницю. Може виростати до 45 см у висоту.

## Опис
Gomphrena haageana — багаторічна трав’яниста рослина з бульбоподібним коренем,  стебло і гілки субокруглі, смугасті, помірно або тонко притиснуті-волосисті. Має червоні головчасті суцвіття, схожі на полуницю. Листки від вузько обернено-ланцетної форми до лінійно-довгастої,  з невеликим вістрям на кінчику, звужені біля основи. Батьківщиною є Техас і Мексика .
Вирощується як декоративна рослина.